# Tauschia hintoniorum
Tauschia hintoniorum är en flockblommig växtart som beskrevs av Lincoln Constance och Affolter. Tauschia hintoniorum ingår i släktet Tauschia och familjen flockblommiga växter. Inga underarter finns listade i Catalogue of Life.